# (32139) 2000 LT19
2000 LT19 (asteroide 32139) é um asteroide da cintura principal. Possui uma excentricidade de 0.20542400 e uma inclinação de 11.66861º.
Este asteroide foi descoberto no dia 8 de junho de 2000 por LINEAR em Socorro.